# エリス郡 (テキサス州)
エリス郡（英: Ellis County）は、アメリカ合衆国テキサス州の中央部北に位置する郡である。人口は19万2455人（2020年）。郡庁所在地はワクサハチーであり、同郡で人口最大の都市である。エリス郡はダラス・フォートワース複合都市圏に属している。エリス郡は1849年に設立され、郡名はテキサス独立宣言を策定した会議の議長リチャード・エリスに因んで名付けられた。

## 地理
アメリカ合衆国国勢調査局に拠れば、郡域全面積は952平方マイル (2,465.7 km2)であり、このうち陸地940平方マイル (2,434.6 km2)、水域は12平方マイル (31.1 km2)で水域率は1.23%である。

### 主要高規格道路
- 州間高速道路35号線東
- 州間高速道路45号線
- アメリカ国道67号線
- アメリカ国道77号線
- アメリカ国道287号線
- テキサス州道34号線

### 隣接する郡
- ダラス郡 - 北
- カウフマン郡 - 北東
- ヘンダーソン郡 - 東
- ナバロ郡 - 南東
- ヒル郡 - 南西
- ジョンソン郡 - 西
- タラント郡 - 北西

## 人口動態
以下は2000年国勢調査による人口統計データである。
| 基礎データ - 人口: 111,360人 - 世帯数: 37,020 世帯 - 家族数: 29,653 家族 - 人口密度: 46人/km2（118人/mi2） - 住居数: 39,071軒 - 住居密度: 65軒/km2（169軒/mi2） 人種別人口構成 - 白人: 80.63% - アフリカン・アメリカン: 8.64% - ネイティブ・アメリカン: 0.59% - アジア人: 0.35% - 太平洋諸島系: 0.02% - その他の人種: 7.90% - 混血: 1.86% - ヒスパニック・ラテン系: 18.42% 年齢別人口構成 - 18歳未満: 30.2% - 18-24歳: 9.3% - 25-44歳: 29.8% - 45-64歳: 21.5% - 65歳以上: 9.2% - 年齢の中央値: 33歳 - 性比（女性100人あたり男性の人口） - 総人口: 98.3 - 18歳以上: 95.4 | 世帯と家族（対世帯数） - 18歳未満の子供がいる: 42.1% - 結婚・同居している夫婦: 64.8% - 未婚・離婚・死別女性が世帯主: 11.0% - 非家族世帯: 19.9% - 単身世帯: 16.6% - 65歳以上の老人1人暮らし: 6.5% - 平均構成人数 - 世帯: 2.96人 - 家族: 3.31人 収入と家計 - 収入の中央値 - 世帯: 50,350米ドル - 家族: 55,358米ドル - 性別 - 男性: 37,613米ドル - 女性: 26,612米ドル - 人口1人あたり収入: 20,212米ドル - 貧困線以下 - 対人口: 8.6% - 対家族数: 6.8% - 18歳未満: 11.1% - 65歳以上: 10.4% |

## 政治
エリス郡は大統領選挙で一貫して共和党を支持している。民主党候補者が最後にエリス郡を制したのは、1976年のジミー・カーターだった。1980年以降、共和党候補者が郡の総投票数の3分の2以上を取れなかったのは3回のみである。2008年大統領選挙では、共和党のジョン・マケインが70%以上を取ってエリス郡を制した。

## メディア
エリス郡は北中テキサスのダラス・フォートワース・メディア市場に属している。地元ではテレビ局10局から放送が流されている。

## 都市と町

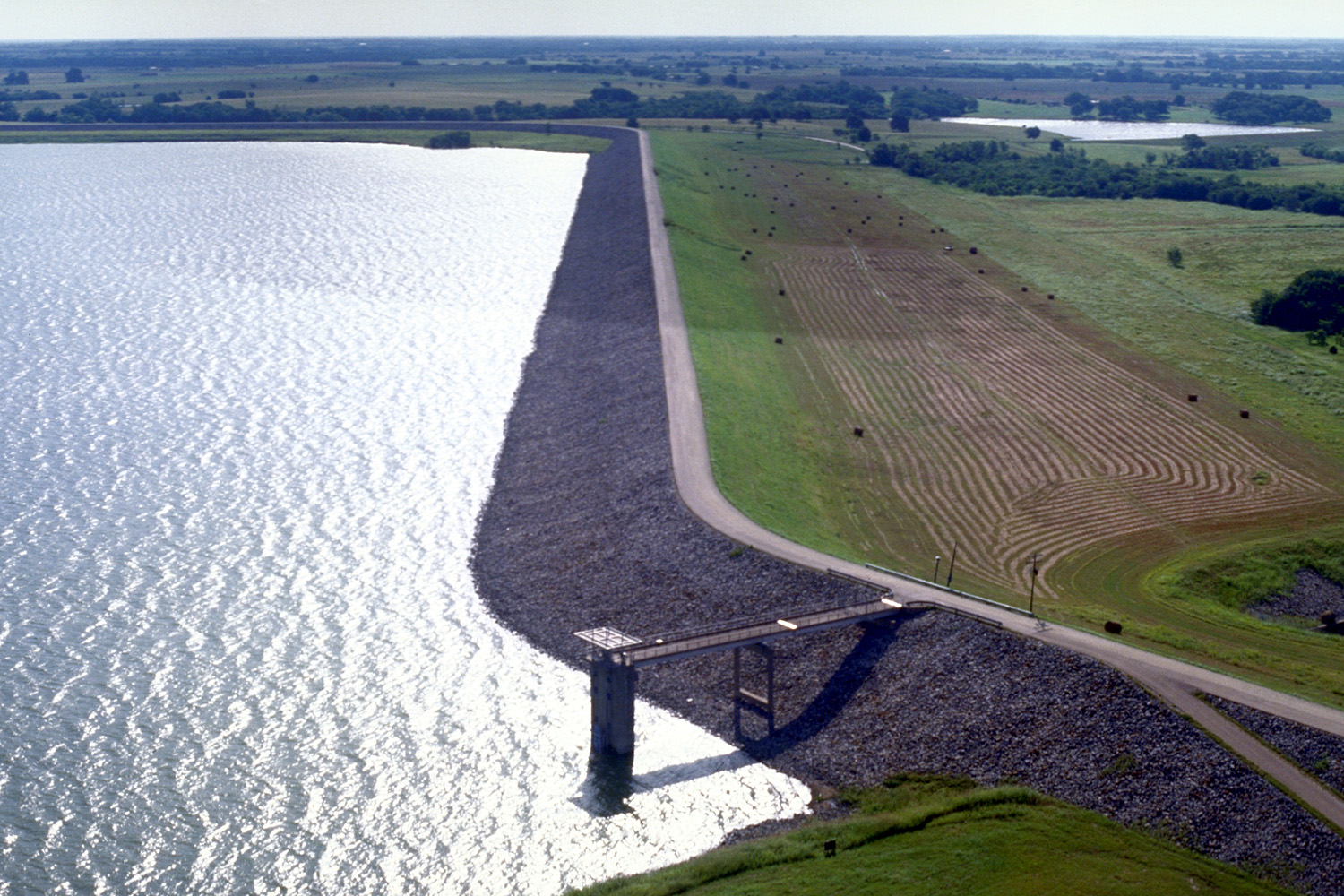
エニス近くのバードウェルダムと湖

### 都市
| - ワクサハチー - 郡庁所在地 - エニス - ミドロシアン - レッドオーク - フェリス、一部はダラス郡 - グレンハイツ、一部はダラス郡 - バードウェル | - シーダーヒル、小部分のみ - グランドプレーリー、小部分のみ - マンスフィールド、一部のみ - メイパール - オリビア、一部 - ピーカンヒル - ランカスター、小部分のみ |

| - アルマ - ガーレット - イタリー - ミルフォード - オークリーフ - パーマー - ビーナス | - アバロン - フォレストン - アイク - ランキン - ロケット - テリコ - ブリストル - クリスプ |

## 著名な出身者
- クライド・バーロウ（ボニーとクライドの一人）
- ディック・マードック（プロレスラー）